# Campeonato Mundial de Fórmula 1 de 1986
A Temporada de Fórmula 1 de 1986 foi a 37.ª realizada pela FIA, decorrendo entre 23 de março e 26 de outubro de 1986, com dezesseis corridas.
Teve como campeão o francês Alain Prost, da equipe McLaren, sendo vice-campeão o britânico Nigel Mansell, da Williams.

## Pilotos e Construtores[1]
| Campeão     | Vice-campeão   | 3º Lugar       |
| ----------- | -------------- | -------------- |
|             |                |                |
| Alain Prost | Nigel Mansell  | Nelson Piquet  |
| McLaren-TAG | Williams-Honda | Williams-Honda |

| Equipe                         | Construtor | Chassis | Motor                              | Pneus | No | Piloto             | Rodadas        | Piloto(s) de teste                        |
| ------------------------------ | ---------- | ------- | ---------------------------------- | ----- | -- | ------------------ | -------------- | ----------------------------------------- |
| Marlboro McLaren International | McLaren    | MP4/2C  | TAG Porsche TTE P01 1.5 V6 turbo   | G     | 1  | Alain Prost        | Todas          | n/a                                       |
| Marlboro McLaren International | McLaren    | MP4/2C  | TAG Porsche TTE P01 1.5 V6 turbo   | G     | 2  | Keke Rosberg       | Todas          | n/a                                       |
| Data General Team Tyrrell      | Tyrrell    | 014     | Renault EF15 1.5 V6 turbo          | G     | 3  | Martin Brundle     | 1-3            | n/a                                       |
| Data General Team Tyrrell      | Tyrrell    | 014     | Renault EF15 1.5 V6 turbo          | G     | 4  | Philippe Streiff   | 1-3, 6-7       | n/a                                       |
| Data General Team Tyrrell      | Tyrrell    | 015     | Renault EF15 1.5 V6 turbo          | G     | 3  | Martin Brundle     | 4-16           |                                           |
| Data General Team Tyrrell      | Tyrrell    | 015     | Renault EF15 1.5 V6 turbo          | G     | 4  | Philippe Streiff   | 4-5, 8-16      |                                           |
| Canon Williams Honda Team      | Williams   | FW11    | Honda RA166E 1.5 V6 turbo          | G     | 5  | Nigel Mansell      | Todas          | n/a                                       |
| Canon Williams Honda Team      | Williams   | FW11    | Honda RA166E 1.5 V6 turbo          | G     | 6  | Nelson Piquet      | Todas          | n/a                                       |
| Motor Racing Developments      | Brabham    | BT55    | BMW M12/13 1.5 L4 turbo            | P     | 7  | Riccardo Patrese   | 1-8, 10-16     | n/a                                       |
| Motor Racing Developments      | Brabham    | BT55    | BMW M12/13 1.5 L4 turbo            | P     | 8  | Elio de Angelis    | 1-4            | n/a                                       |
| Motor Racing Developments      | Brabham    | BT55    | BMW M12/13 1.5 L4 turbo            | P     | 8  | Derek Warwick      | 6-16           | n/a                                       |
| Motor Racing Developments      | Brabham    | BT54    | BMW M12/13 1.5 L4 turbo            | P     | 7  | Riccardo Patrese   | 9              | n/a                                       |
| John Player Special Team Lotus | Lotus      | 98T     | Renault EF15B 1.5 V6 turbo         | G     | 11 | Johnny Dumfries    | Todas          | Derek Warwick                             |
| John Player Special Team Lotus | Lotus      | 98T     | Renault EF15B 1.5 V6 turbo         | G     | 12 | Ayrton Senna       | Todas          | Derek Warwick                             |
| West Zakspeed Racing           | Zakspeed   | 861     | Zakspeed 1500/4 1.5 L4 turbo       | G     | 14 | Jonathan Palmer    | Todas          | Luis Perez-Sala                           |
| West Zakspeed Racing           | Zakspeed   | 861     | Zakspeed 1500/4 1.5 L4 turbo       | G     | 29 | Huub Rothengatter  | 3-16           | Luis Perez-Sala                           |
| Team Haas (USA) Ltd            | Lola       | THL1    | Hart 415T 1.5 L4 turbo             | G     | 15 | Alan Jones         | 1-2            | n/a                                       |
| Team Haas (USA) Ltd            | Lola       | THL1    | Hart 415T 1.5 L4 turbo             | G     | 16 | Patrick Tambay     | 1-3            | n/a                                       |
| Team Haas (USA) Ltd            | Lola       | THL2    | Ford Cosworth GBA 1.5 V6 turbo     | G     | 15 | Alan Jones         | 3-16           | n/a                                       |
| Team Haas (USA) Ltd            | Lola       | THL2    | Ford Cosworth GBA 1.5 V6 turbo     | G     | 16 | Patrick Tambay     | 4-6, 8-16      | n/a                                       |
| Team Haas (USA) Ltd            | Lola       | THL2    | Ford Cosworth GBA 1.5 V6 turbo     | G     | 16 | Eddie Cheever      | 7              | n/a                                       |
| Barclay Arrows BMW             | Arrows     | A8      | BMW M12/13 1.5 L4 turbo            | G     | 17 | Marc Surer         | 1-5            | Jari Nurminen                             |
| Barclay Arrows BMW             | Arrows     | A8      | BMW M12/13 1.5 L4 turbo            | G     | 17 | Christian Danner   | 7-10, 12-16    | Jari Nurminen                             |
| Barclay Arrows BMW             | Arrows     | A8      | BMW M12/13 1.5 L4 turbo            | G     | 18 | Thierry Boutsen    | 1-9, 11, 13-16 | Jari Nurminen                             |
| Barclay Arrows BMW             | Arrows     | A9      | BMW M12/13 1.5 L4 turbo            | G     | 17 | Christian Danner   | 11             | Jari Nurminen                             |
| Barclay Arrows BMW             | Arrows     | A9      | BMW M12/13 1.5 L4 turbo            | G     | 18 | Thierry Boutsen    | 10, 12         | Jari Nurminen                             |
| Benetton Formula Ltd           | Benetton   | B186    | BMW M12/13 1.5 L4 turbo            | P     | 19 | Teo Fabi           | Todas          | Andy Wallace Giovanna Amati Paolo Barilla |
| Benetton Formula Ltd           | Benetton   | B186    | BMW M12/13 1.5 L4 turbo            | P     | 20 | Gerhard Berger     | Todas          | Andy Wallace Giovanna Amati Paolo Barilla |
| Osella Squadra Corse           | Osella     | FA1F    | Alfa Romeo 890T 1.5 V8 turbo       | P     | 21 | Piercarlo Ghinzani | 1-7            | n/a                                       |
| Osella Squadra Corse           | Osella     | FA1F    | Alfa Romeo 890T 1.5 V8 turbo       | P     | 22 | Allen Berg         | 8, 10-16       | n/a                                       |
| Osella Squadra Corse           | Osella     | FA1G    | Alfa Romeo 890T 1.5 V8 turbo       | P     | 22 | Christian Danner   | 1-6            | n/a                                       |
| Osella Squadra Corse           | Osella     | FA1G    | Alfa Romeo 890T 1.5 V8 turbo       | P     | 22 | Allen Berg         | 7              | n/a                                       |
| Osella Squadra Corse           | Osella     | FA1G    | Alfa Romeo 890T 1.5 V8 turbo       | P     | 21 | Piercarlo Ghinzani | 9-16           | n/a                                       |
| Osella Squadra Corse           | Osella     | FA1H    | Alfa Romeo 890T 1.5 V8 turbo       | P     | 21 | Piercarlo Ghinzani | 7              | n/a                                       |
| Osella Squadra Corse           | Osella     | FA1H    | Alfa Romeo 890T 1.5 V8 turbo       | P     | 22 | Allen Berg         | 8              | n/a                                       |
| Minardi Team SpA               | Minardi    | M185B   | Motori Moderni 615-90 1.5 V6 turbo | P     | 23 | Andrea de Cesaris  | 1-10, 12       | n/a                                       |
| Minardi Team SpA               | Minardi    | M185B   | Motori Moderni 615-90 1.5 V6 turbo | P     | 24 | Alessandro Nannini | 1-11, 13-16    | n/a                                       |
| Minardi Team SpA               | Minardi    | M186    | Motori Moderni 615-90 1.5 V6 turbo | P     | 23 | Andrea de Cesaris  | 11, 13-16      | n/a                                       |
| Minardi Team SpA               | Minardi    | M186    | Motori Moderni 615-90 1.5 V6 turbo | P     | 24 | Alessandro Nannini | 12             | n/a                                       |
| Equipe Ligier                  | Ligier     | JS27    | Renault EF15 1.5 V6 turbo          | P     | 25 | René Arnoux        | Todas          | n/a                                       |
| Equipe Ligier                  | Ligier     | JS27    | Renault EF15 1.5 V6 turbo          | P     | 26 | Jacques Laffite    | 1-9            | n/a                                       |
| Equipe Ligier                  | Ligier     | JS27    | Renault EF15 1.5 V6 turbo          | P     | 26 | Philippe Alliot    | 10-16          | n/a                                       |
| Scuderia Ferrari SpA SEFAC     | Ferrari    | F1/86   | Ferrari 032 1.5 V6 turbo           | G     | 27 | Michele Alboreto   | Todas          | n/a                                       |
| Scuderia Ferrari SpA SEFAC     | Ferrari    | F1/86   | Ferrari 032 1.5 V6 turbo           | G     | 28 | Stefan Johansson   | Todas          | n/a                                       |
| Jolly Club SpA                 | AGS        | JH21C   | Motori Moderni 615-90 1.5 V6 turbo | P     | 31 | Ivan Capelli       | 13-14          | n/a                                       |

## Trocas de pilotos
- McLaren: Manteve o francês Alain Prost, que defenderia seu título, e contrata o experiente finlandês Keke Rosberg, campeão da temporada de 1982 para o lugar do tricampeão Niki Lauda. Com 4 vitórias, Le Professeur conquistou o bicampeonato de forma dramática ao vencer o GP da Austrália, depois que o inglês Nigel Mansell, favorito ao título, perdeu o controle de seu carro após um pneu estourar na reta.
- Tyrrell: Pela terceira temporada seguida, o inglês Martin Brundle é mantido na equipe, e o francês Philippe Streiff assume o carro #4. Não conquistou nenhum pódio, tendo um quarto lugar como melhor resultado.
- Williams: A escuderia de Grove permaneceu com Nigel Mansell e Nelson Piquet foi contratado para o lugar de Keke Rosberg, que fora para a McLaren. O Leão foi o piloto que mais venceu (5 vitórias), mas um pneu estourado no GP da Austrália jogou fora suas chances de título. Piquet, com 4 vitórias (mesmo número de Alain Prost) e que também brigava pelo tricampeonato, ficou em terceiro lugar.
- Brabham: Sem Piquet e já entrando em declínio de resultados, a Brabham repatriou o italiano Riccardo Patrese e contratou Elio de Angelis. Porém, o piloto nascido em Roma faleceu após um acidente durante um teste da equipe, e para seu lugar, veio o inglês Derek Warwick.
- Lotus: Para o lugar de Elio de Angelis, a Lotus negociou com Derek Warwick, mas o brasileiro Ayrton Senna teria vetado a contratação do inglês. O futuro tricampeão de Fórmula 1 chegou a sugerir o compatriota Maurício Gugelmin, porém a escuderia optou em contratar o escocês Johnny Dumfries, por exigência da John Player & Sons, até então o patrocinador principal.
- Zakspeed: Na segunda temporada e novamente com motores próprios, a escuderia de Erich Zakowski teve o inglês Jonathan Palmer durante a temporada completa. O holandês Huub Rothengatter estrearia apenas no GP de San Marino.
- Haas Lola: Em sua primeira temporada completa, a Haas permaneceu com o australiano Alan Jones e contratou o francês Patrick Tambay, desempregado após a saída da Renault. A equipe utilizou o carro de 1985 nas 3 primeiras corridas, e a partir do GP de Mônaco, correu com motores Ford. Eddie Cheever substituiu Tambay no Grande Prêmio de Detroit de 1986, após negociações com Mario Andretti e seu filho, Michael, que foram barradas por decisão da FIA.
- Arrows: Teve como pilotos o belga Thierry Boutsen e, até o GP de Spa-Francorchamps, o suíço Marc Surer, que sofreu um grave acidente de rali e foi substituído pelo alemão Christian Danner.
- Benetton: Na primeira temporada após comprar o espólio da Toleman, o time contratou o austríaco Gerhard Berger e manteve o italiano Teo Fabi, que já estava na Toleman desde 1985.
- Osella: A escuderia de Enzo Osella teve Piercarlo Ghinzani durante a temporada completa, e o alemão Christian Danner durante 6 provas. Com a saída deste para a Arrows, o canadense Allen Berg assume a vaga, enquanto o italiano Alex Caffi disputa o GP local.
- Minardi: Sem Pierluigi Martini, "rebaixado" para a Fórmula 3000 Internacional, a Minardi contrata outros 2 italianos: Andrea de Cesaris, sem equipe desde sua demissão da Ligier, e o novato Alessandro Nannini. A dupla completa apenas o GP do México e abandonaria outras 14, além de não conseguir se classificar para o GP de Mônaco.
- Ligier: O experiente Jacques Laffite, em sua última temporada na Fórmula 1, foi o principal piloto da equipe em 1986, com um pódio no GP do Brasil e o oitavo lugar na classificação geral, aos 42 anos. Um acidente no GP da Inglaterra encerrou sua carreira na Fórmula 1 quando igualara o recorde de corridas disputadas, até então pertencente ao bicampeão Graham Hill. Para seu lugar, foi contratado Philippe Alliot, que não repetiu o desempenho do compatriota e pontuou apenas uma vez. O também veterano René Arnoux fez uma temporada razoável, obtendo 14 pontos e a décima posição na classificação geral.
- Ferrari: Michele Alboreto, vice-campeão em 1985 e em sua terceira temporada na Scuderia, não repetiu as atuações da temporada anterior, ficando em oitavo lugar, a 9 pontos do sueco Stefan Johansson.
- AGS: Segunda equipe francesa do grid, a AGS estreou no GP da Itália, tendo Ivan Capelli como seu único piloto.

## Calendário
| Prova | Grande Prêmio    | Data           | Local              |
| ----- | ---------------- | -------------- | ------------------ |
| 1     | GP do Brasil     | 23 de março    | Jacarepaguá        |
| 2     | GP da Espanha    | 13 de abril    | Jerez              |
| 3     | GP de San Marino | 27 de abril    | Ímola              |
| 4     | GP de Mônaco     | 11 de maio     | Monte Carlo        |
| 5     | GP da Bélgica    | 25 de maio     | Spa-Francorchamps  |
| 6     | GP do Canadá     | 15 de junho    | Montreal           |
| 7     | GP de Detroit    | 22 de junho    | Detroit            |
| 8     | GP da França     | 6 de julho     | Paul Ricard        |
| 9     | GP da Inglaterra | 13 de julho    | Brands Hatch       |
| 10    | GP da Alemanha   | 27 de julho    | Hockenheim         |
| 11    | GP da Hungria    | 10 de agosto   | Hungaroring        |
| 12    | GP da Áustria    | 17 de agosto   | Österreichring     |
| 13    | GP da Itália     | 7 de setembro  | Monza              |
| 14    | GP de Portugal   | 21 de setembro | Estoril            |
| 15    | GP do México     | 12 de outubro  | Hermanos Rodriguez |
| 16    | GP da Austrália  | 26 de outubro  | Adelaide           |

## Resultados

### GPs
| GP | Grande Prêmio      | Pole Position  | Volta mais rápida | Vencedor       | Equipe         | Descrição |
| -- | ------------------ | -------------- | ----------------- | -------------- | -------------- | --------- |
| 1  | GP do Brasil       | Ayrton Senna   | Nelson Piquet     | Nelson Piquet  | Williams-Honda | Detalhes  |
| 2  | GP da Espanha      | Ayrton Senna   | Nigel Mansell     | Ayrton Senna   | Lotus-Renault  | Detalhes  |
| 3  | GP de San Marino   | Ayrton Senna   | Nelson Piquet     | Alain Prost    | McLaren-TAG    | Detalhes  |
| 4  | GP de Mônaco       | Alain Prost    | Alain Prost       | Alain Prost    | McLaren-TAG    | Detalhes  |
| 5  | GP da Bélgica      | Nelson Piquet  | Alain Prost       | Nigel Mansell  | Williams-Honda | Detalhes  |
| 6  | GP do Canadá       | Nigel Mansell  | Nelson Piquet     | Nigel Mansell  | Williams-Honda | Detalhes  |
| 7  | GP de Detroit      | Ayrton Senna   | Nelson Piquet     | Ayrton Senna   | Lotus-Renault  | Detalhes  |
| 8  | GP da França       | Ayrton Senna   | Nigel Mansell     | Nigel Mansell  | Williams-Honda | Detalhes  |
| 9  | GP da Grã-Bretanha | Nelson Piquet  | Nigel Mansell     | Nigel Mansell  | Williams-Honda | Detalhes  |
| 10 | GP da Alemanha     | Keke Rosberg   | Gerhard Berger    | Nelson Piquet  | Williams-Honda | Detalhes  |
| 11 | GP da Hungria      | Ayrton Senna   | Nelson Piquet     | Nelson Piquet  | Williams-Honda | Detalhes  |
| 12 | GP da Áustria      | Teodorico Fabi | Gerhard Berger    | Alain Prost    | McLaren-TAG    | Detalhes  |
| 13 | GP da Itália       | Teodorico Fabi | Teodorico Fabi    | Nelson Piquet  | Williams-Honda | Detalhes  |
| 14 | GP de Portugal     | Ayrton Senna   | Nigel Mansell     | Nigel Mansell  | Williams-Honda | Detalhes  |
| 15 | GP do México       | Ayrton Senna   | Nelson Piquet     | Gerhard Berger | Benetton-BMW   | Detalhes  |
| 16 | GP da Austrália    | Nigel Mansell  | Nelson Piquet     | Alain Prost    | McLaren-TAG    | Detalhes  |

### Pilotos
| Pos | Piloto             | BRA | ESP | SMR | MON | BEL | CAN | DET | FRA | GBR | GER  | HUN | AUT | ITA | POR | MEX | AUS | Pontos  |
| --- | ------------------ | --- | --- | --- | --- | --- | --- | --- | --- | --- | ---- | --- | --- | --- | --- | --- | --- | ------- |
| 1   | Alain Prost        | Ret | 3   | 1   | 1   | (6) | 2   | 3   | 2   | 3   | (6)† | Ret | 1   | DSQ | 2   | 2   | 1   | 72 (74) |
| 2   | Nigel Mansell      | Ret | 2   | Ret | 4   | 1   | 1   | 5   | 1   | 1   | 3    | 3   | Ret | 2   | 1   | (5) | Ret | 70 (72) |
| 3   | Nelson Piquet      | 1   | Ret | 2   | 7   | Ret | 3   | Ret | 3   | 2   | 1    | 1   | Ret | 1   | 3   | 4   | 2   | 69      |
| 4   | Ayrton Senna       | 2   | 1   | Ret | 3   | 2   | 5   | 1   | Ret | Ret | 2    | 2   | Ret | Ret | 4†  | 3   | Ret | 55      |
| 5   | Stefan Johansson   | Ret | Ret | 4   | 10  | 3   | Ret | Ret | Ret | Ret | 11†  | 4   | 3   | 3   | 6   | 12† | 3   | 23      |
| 6   | Keke Rosberg       | Ret | 4   | 5†  | 2   | Ret | 4   | Ret | 4   | Ret | 5†   | Ret | 9†  | 4   | Ret | Ret | Ret | 22      |
| 7   | Gerhard Berger     | 6   | 6   | 3   | Ret | 10  | Ret | Ret | Ret | Ret | 10   | Ret | 7   | 5   | Ret | 1   | Ret | 17      |
| 8   | Jacques Laffite    | 3   | Ret | Ret | 6   | 5   | 7   | 2   | 6   | Ret |      |     |     |     |     |     |     | 14      |
| 9   | Michele Alboreto   | Ret | Ret | 10† | Ret | 4   | 8   | 4   | 8   | Ret | Ret  | Ret | 2   | Ret | 5   | Ret | Ret | 14      |
| 10  | René Arnoux        | 4   | Ret | Ret | 5   | Ret | 6   | Ret | 5   | 4   | 4    | Ret | 10  | Ret | 7   | 15† | 7   | 14      |
| 11  | Martin Brundle     | 5   | Ret | 8   | Ret | Ret | 9   | Ret | 10  | 5   | Ret  | 6   | Ret | 10  | Ret | 11  | 4   | 8       |
| 12  | Alan Jones         | Ret | Ret | Ret | Ret | 11  | 10  | Ret | Ret | Ret | 9    | Ret | 4   | 6   |     | Ret | Ret | 4       |
| 13  | Johnny Dumfries    | 9   | Ret | Ret | NQ  | Ret | Ret | 7   | Ret | 7   | Ret  | 5   | Ret | Ret | 9   | Ret | 6   | 3       |
| 14  | Philippe Streiff   | 7   | Ret | Ret | 11  | 12  | 11  | 9   | Ret | 6   | Ret  | 8   | Ret | 9   | Ret | Ret | 5†  | 3       |
| 15  | Patrick Tambay     | Ret | 8   | Ret | Ret | Ret | Ret |     | Ret | Ret | 8    | 7   | 5   | Ret | NC  | Ret | NC  | 2       |
| 16  | Teo Fabi           | 10  | 5   | Ret | Ret | 7   | Ret | Ret | Ret | Ret | Ret  | Ret | Ret | Ret | 8   | Ret | 10  | 2       |
| 17  | Riccardo Patrese   | Ret | Ret | 6†  | Ret | 8   | Ret | 6   | 7   | Ret | Ret  | Ret | Ret | Ret | Ret | 13† | Ret | 2       |
| 18  | Christian Danner   | Ret | Ret | Ret | NQ  | Ret | Ret | Ret | 11  | Ret | Ret  | Ret | 6   | 8   | 11  | 9   | Ret | 1       |
| 19  | Philippe Alliot    |     |     |     |     |     |     |     |     |     | Ret  | 9   | Ret | Ret | Ret | 6   | 8   | 1       |
| 20  | Thierry Boutsen    | Ret | 7   | 7   | 8   | Ret | Ret | Ret | NC  | NC  | Ret  | Ret | Ret | 7   | 10  | 7   | Ret | 0       |
| 21  | Derek Warwick      |     |     |     |     |     | Ret | 10  | 9   | 8   | 7    | Ret | DNS | Ret | Ret | Ret | Ret | 0       |
| 22  | Jonathan Palmer    | Ret | Ret | Ret | 12  | 13  | Ret | 8   | Ret | 9   | Ret  | 10  | Ret | Ret | 12  | 10† | 9   | 0       |
| 23  | Huub Rothengatter  |     |     | Ret | NQ  | Ret | 12  | Ret | Ret | Ret | Ret  | Ret | 8   | Ret | Ret |     | Ret | 0       |
| 24  | Andrea de Cesaris  | Ret | Ret | Ret | NQ  | Ret | Ret | Ret | Ret | Ret | Ret  | Ret | Ret | Ret | Ret | 8   | Ret | 0       |
| 25  | Elio de Angelis    | 8   | Ret | Ret | Ret |     |     |     |     |     |      |     |     |     |     |     |     | 0       |
| 26  | Marc Surer         | Ret | Ret | 9   | 9   | 9   |     |     |     |     |      |     |     |     |     |     |     | 0       |
| 27  | Piercarlo Ghinzani | Ret | Ret | Ret | NQ  | Ret | Ret | Ret | Ret | Ret | Ret  | Ret | 11  | Ret | Ret | Ret | Ret | 0       |
| 28  | Allen Berg         |     |     |     |     |     |     | Ret | Ret | Ret | 12   | Ret | Ret |     | 13  | 16  | NC  | 0       |
| 29  | Alessandro Nannini | Ret | NP  | Ret | NQ  | Ret | Ret | Ret | Ret | Ret | Ret  | Ret | Ret | Ret | NC  | 14  | Ret | 0       |
| 30  | Alex Caffi         |     |     |     |     |     |     |     |     |     |      |     |     | NC  |     |     |     | 0       |
| 31  | Ivan Capelli       |     |     |     |     |     |     |     |     |     |      |     |     | Ret | Ret |     |     | 0       |
| 32  | Eddie Cheever      |     |     |     |     |     |     | Ret |     |     |      |     |     |     |     |     |     | 0       |
| Pos | Piloto             | BRA | ESP | SMR | MON | BEL | CAN | DET | FRA | GBR | GER  | HUN | AUT | ITA | POR | MEX | AUS | Pontos  |

| Cor        | Resultado             |
| ---------- | --------------------- |
| Ouro       | Vencedor              |
| Prata      | 2.º lugar             |
| Bronze     | 3.º lugar             |
| Verde      | Terminou, nos pontos  |
| Azul       | Terminou, sem pontos  |
| Púrpura    | Ret – Retirou-se      |
| Vermelho   | NQ – Não qualificado  |
| Preto      | DSQ – Desqualificado  |
| Branco     | NL – Não largou       |
| Branco     | C – Corrida cancelada |
| Azul claro | AT – Apenas Treino    |
| Sem cor    | NP – Não participou   |
| Sem cor    | Les – Lesionado       |
| Sem cor    | EX – Excluído         |

- Resultados em negrito indica pole position e itálico volta mais rápida.

† Completou mais de 90% da distância da corrida.

### Construtores
| Pos. | Construtor | Chassis    | Motor                          | Pneu | Pontos | Vitórias | Pódiums | Poles |
| ---- | ---------- | ---------- | ------------------------------ | ---- | ------ | -------- | ------- | ----- |
| 1    | Williams   | FW11       | Honda RA166E V6 turbo          | G    | 141    | 9        | 19      | 4     |
| 2    | McLaren    | MP4/2C     | TAG Porsche TTE P01 V6 turbo   | G    | 96     | 4        | 12      | 2     |
| 3    | Lotus      | 98T        | Renault EF15B V6 turbo         | G    | 58     | 2        | 8       | 8     |
| 4    | Ferrari    | F1/86      | Ferrari 032 V6 turbo           | G    | 37     |          | 5       |       |
| 5    | Ligier     | JS27       | Renault EF15 V6 turbo          | P    | 29     |          | 2       |       |
| 6    | Benetton   | B186       | BMW M12/13 L4 turbo            | P    | 19     | 1        | 2       | 2     |
| 7    | Tyrrell    | 014 015    | Renault EF15 1.5 V6 turbo      | G    | 11     |          |         |       |
| 8    | Lola       | THL2       | Ford GBA 1.5 V6 turbo          | G    | 6      |          |         |       |
| 9    | Brabham    | BT55       | BMW M12/13 L4 turbo            | P    | 2      |          |         |       |
| 10   | Arrows     | A8         | BMW M12/13 L4 turbo            | G    | 1      |          |         |       |
| 11   | Zakspeed   | 861        | Zakspeed 1500/4 L4 turbo       | G    | 0      |          |         |       |
| 12   | Minardi    | M185B M186 | Motori Moderni 615-90 V6 turbo | P    | 0      |          |         |       |
| 13   | Lola       | THL1       | Hart 415T 1.5 L4 turbo         | G    | 0      |          |         |       |
| 14   | Osella     | FA1F FA1G  | Alfa Romeo 890 V8 turbo        | P    | 0      |          |         |       |
| 15   | AGS        | JH21C      | Motori Moderni 615-90 V6 Turbo | P    | 0      |          |         |       |